# Rober van der Vin
Rober van der Vin, auch Robèr van de Vin genannt, (* 30. Oktober 1969 in Budel-Schoot, Niederlande) ist ein ehemaliger niederländischer Radrennfahrer.
1990 gewann er als Amateur die sechste Etappe der Friedensfahrt und die Ronde van Midden-Nederland.
Ein Jahr später wurde er Neoprofi beim Radsportteam Panasonic und wurde Zweiter des Omloop van de Westhoek. 1993, in seinem letzten Profijahr, fuhr er für die belgische Mannschaft Willy Naessens-Euroclean, für die er Sechster bei Cholet-Pays de Loire wurde.